# ویلگولاس (شهرستان مینسک)
ویلگولاس (به لاتین: Wielgolas) یک روستا در لهستان است که در گمینا لاتوویچ واقع شده‌است. ویلگولاس ۶۵۰ نفر جمعیت دارد.